# Гьялце Тензин Рабджи
Тензин Рабджи (англ. Gyalse Tenzin Rabgye, 1638—1696) — четвёртый светский правитель (Друк Дези) Бутана, который правил с 1680 по 1694.
Гьялце Тензин Рабджи считается одной из ключевых фигур в буддизме Бутана наряду с Шабдрунг Нгаванг Намгьялом. Как правитель Бутана Тензин Рабджи продолжал начатое Шабдрунг Нгаванг Намгьялом укрепление Бутана, создание монастырей и бутанской народной идентичности. Считается, что он впервые упорядочил zorig chusum (13 традиционных искусств Бутана).
В 1683 году он закончил строительство Вангди-Пходранг-дзонг, начатое Шабдрунг Нгаванг Намгьялом в 1638. В 1688 — перестроил Монастырь Танго. (Этот монастырь в настоящее время является резиденцией реинкарнации Тензина Рабджи, в монастыре сохранилась комната Тензин Рабджи, изумительно оформленная по его заказу, которая считается одним из красивейших священных мест Бутана) В 1692 году — посетил священную пещеру Taktsang Pelphug во время праздника Цечу и основал храм, посвящённый Падмасамбхаве. Храм известен как Такцанг-лакханг (Храм Гуру с восемью именами) и был завершен в 1694 году. (Строительство этого храма ему поручил Шабдрунг Нгаванг Намгьял в 1646 году.)